# Marco Mattiacci
Marco Mattiacci (* 8. Dezember 1970 in Rom) ist ein italienischer Manager in der Automobilbranche. Von Mitte April 2014 bis zum Ende der Saison 2014 war er Formel-1-Teamchef der Scuderia Ferrari.

## Karriere
Mattiacci studierte Volkswirtschaftslehre an der Universität La Sapienza in Rom. Von 1989 bis 1999 arbeitete er für Jaguar Cars im Vereinigten Königreich. Von 1999 bis 2014 war Mattiacci bei Ferrari tätig. Nach mehreren Engagements in Amerika, Asien und Europa wurde er 2010 CEO von Ferrari Nordamerika. 2012 wurde er für seine Tätigkeit mit dem Automotive Executive of the Year Award ausgezeichnet.
Am 14. April 2014 übernahm Mattiaci die Position des Teamchefs des Formel-1-Rennstalls Scuderia Ferrari von Stefano Domenicali. Nach dem Ende der Formel-1-Saison 2014 wurde Mattiacci entlassen und durch Maurizio Arrivabene ersetzt. Mattiacci verließ Ferrari vollständig und übernahm keine andere Aufgabe im Unternehmen.

## Persönliches
Mattiacci ist verheiratet und hat drei Kinder.